# Manifestation de Bab Ali
La manifestation de Bab Ali (Sublime Porte en arabe) est une démonstration organisée par des militants arméniens du parti Hentchak le 30 septembre 1895 devant le palais de Topkapı, à Constantinople, pour faire entendre les revendications arméniennes auprès des autorités ottomanes. La manifestation est réprimée dans le sang et les militants arméniens impliqués n'obtiennent pas gain de cause.

## Déroulement
La manifestation de Bab Ali a pour contexte les négociations qui ont lieu durant l'année 1895 entre les grandes puissances et l'Empire ottoman dans le cadre du projet de réformes en Arménie ottomane. Pendant l'été, les autorités ottomanes cherchent à faire barrage au projet, ou du moins à l'édulcorer. Le ministre des Affaires étrangères britannique, Lord Salisbury, rassure l'ambassadeur turc que le Royaume-Uni n'a pas l'intention d'accorder l'autonomie ou des privilèges spécifiques aux Arméniens ottomans, seulement des mesures de justice et d'égalité de traitement.

Face à la lenteur du processus, les Hentchakistes rédigent et envoient une lettre le 28 septembre 1895 adressée aux grandes puissances ainsi qu'au sultan Abdülhamid II,. Il y est écrit : 

« Votre Excellence,
Les Arméniens de Constantinople ont décidé d'organiser bientôt une manifestation pacifique afin d'exprimer leur souhait de voir la mise en place de réformes dans les provinces arméniennes. Cette manifestation n'ayant aucune intention d'être violente, l'intervention de la police ou de l'armée pour l'empêcher d'avoir lieu aurait des conséquences regrettables, conséquences dont nous déclinons toute responsabilité par avance. »

Ils organisent ainsi, le 30 septembre 1895, une manifestation à Constantinople,,,,. Des soldats ottomans sont déployés dans les rues de la capitale ; le meneur de la manifestation, Karo Sahakian, se présente au siège du Patriarcat arménien à midi. Il porte avec lui une pétition adressée au sultan Abdülhamid II dans laquelle les Arméniens se plaignent des massacres organisés par le gouvernement ottoman, de la justice arbitraire et expéditive réprimant la résistance arménienne, des exactions commises par les Kurdes, de la corruption des percepteurs d'impôts et du massacre des Arméniens du Sassoun. Ils demandent l'égalité devant la loi, la liberté de la presse, d'expression et de réunion, la liberté de ne pas être emprisonné sans jugement selon le principe de l'Habeas corpus, le droit de port d'armes pour les Arméniens si les Kurdes ne sont pas désarmés, une nouvelle délimitation des six provinces arméniennes, la nomination d'un gouverneur européen pour ces dernières, ainsi que des réformes foncières et financières. Entre 2 et 4 000 personnes participent à la manifestation.
À leur arrivée (ou peut-être seulement sur le chemin) devant le palais de Topkapı, les meneurs de la manifestation sont arrêtés. La police intercepte les manifestants et, à la suite d'une discussion entre les deux parties, le commandant de police, le major Servet bey, gifle l'un d'eux, qui réplique en l'abattant d'un coup de révolver. Karo Sahakian est emmené face à un haut fonctionnaire ottoman qui, après avoir pris sa pétition, le fait jeter en prison. Le mouvement est réprimé et la répression dégénère en pogrom, : sur plusieurs jours, de nombreux Arméniens sont arrêtés, blessés voire tués (peut-être 1000 d'entre eux), notamment par des softas (étudiants en théologie) armés de bâtons vraisemblablement fournis par la police selon l'ambassadeur d'Allemagne. Le pogrom dure jusqu'au 3 octobre 1895 (voire jusqu'au 12) et force de nombreux Arméniens à se réfugier dans leurs églises,.
Le conseil des ministres ottoman se réunit, tandis que la presse européenne se saisit des évènements. Les ambassadeurs européens dénoncent les massacres, notamment les exécutions de personnes blessées dans les arrière-cours des commissariats. Paul Cambon, ambassadeur de France à Constantinople, rapporte :

« Pour la première fois depuis l'entrée des Turcs à Constantinople on a vu des chrétiens ottomans résister aux troupes turques. Les softats et les mollahs sont sortis en masse et se sont mis à traquer les Arméniens de concert avec la police. Il s'est commis des abominations, des gens inoffensifs assommés, prisonniers massacrés dans la cour du ministère de la Police, maisons pillées, etc. Les Arméniens se sont réfugiés partout dans les églises où la troupe les cerne […]. Il est probable qu'en Asie nous entendrons parler de conflits entre chrétiens et musulmans et que nous assisterons à de nouveaux massacres. »

Gabriel Noradounghian, haut fonctionnaire ottoman, rapporte l'embarras du grand vizir, Küçük Said Pacha, qui tente de régler la situation en demandant à plusieurs membres importants de la communauté arménienne, dont Noradounghian lui-même, d'aller convaincre les Arméniens de rentrer chez eux. Ce sont les diplomates britanniques et français qui sont sollicités pour faire sortir les Arméniens de leurs églises et pour mettre fin au pogrom. Simultanément, les ambassadeurs de six puissances condamnent ces violences dans une déclaration commune adressée à la Sublime Porte, le 6 octobre 1895, et exigent une mise en œuvre rapide des réformes dans les provinces arméniennes. C'est dans ce climat que le sultan Abdülhamid finit par accepter le projet de réformes, sans toutefois jamais le mettre en œuvre. À la place, il enclenche la phase la plus sanglante des massacres hamidiens.